# Méhes Sámuel
Méhes Sámuel (Kolozsvár, 1785. január 30. – Kolozsvár, 1852. március 29.) tanár, nyomda- és laptulajdonos, író, szerkesztő, bölcseleti doktor, református főiskolai tanár az MTA levelező tagja (1836). Méhes György tanár és Incze Sára fia.

## Élete
A kolozsvári református főiskolán teológiát és jogot hallgatott, majd 1806-ban Bécsbe ment orvosi tanulmányokat folytatni, ezt azonban nem fejezte be. Heidelbergbe utazott, ahol három évig matematikát, kémiát, fizikát, természetrajzot, építészetet, filozófiatörténetet, antropológiát, statisztikát, élettant hallgatott. Az egyházi főhatóság Heidelbergből hívta haza a kolozsvári főiskolához (atyja tanszékére) a mennyiség- és természettan tanárának. A kolozsvári református egyház főtanácsában többféle hivatalt is viselt, 1843-tól az egyház gondnoka volt és a Kétágú templom fölépítésében is érdemeket szerzett. 1834-től 1848-ig Kolozsvár képviselőjeként vett részt az erdélyi, illetve pesti országgyűlésen. Az MTA 1836. szeptember 10-én választotta levelező tagjai sorába. A Királyi Magyar Természettudományi Társulatnak 1844-ben vált rendes tagjává. Kiadta Méhes György Arithmeticáját Kolozsvárott 1814-ben, 1819-ben és 1833-ban, továbbá rokona Deáki Filep Sámuel fordításában 1810 és 1821 között (nyolc kötetben Barthelémy: Az ifjú Anacharsis utazása Görögországban című művét. Szerkesztette és kiadta saját nyomdájában 1832-től 1848-ig az Erdélyi Híradó című politikai lapot, 1832-től 1844-ig a Nemzeti Társalkodó című történeti és irodalmi hetilapot és 1834-től 1848-ig a Vasárnapi Újságot (utóbbi szerkesztője Brassai Sámuel volt). Az MTA-ban 1852. július 12-én Brassai Sámuel tartott felette emlékbeszédet.
Négyszer házasodott, de gyermekei nem maradtak. 1841. május 1-jén a kolozsvári református főiskolán egy új tanszék (kémia, ásványtan, botanika) fölállítására 10 ezer pengőforintot adományozott. Ezen kívül még számos alapítványt hozott létre.

## Munkái
1. De respiratione animalium commentatio. In concertatione civium academiae Heidelbergensis 22. novembris 1808. praemio a m. Badarum constituto a medicorum ordine ornata. Heidelbergae, 1810. (Ezen dissertatiojával 1808. nov. 22. a Tódor Károly bádeni nagyherczeg pályadíját, az arany érdempénzt is elnyerte).
2. A nagy cancellarius képe, melyet ... gróf Széki Teleki Sámuel ... élete leírásában ... a kolozsvári ev. ref. templomban 1822. nov. 17. egy halotti beszédben előadott. Kolozsvár, 1825. (Többek halotti beszédeivel együtt).
3. Közönséges arithmetica az alsóbb osztályok számára. Kolozsvár, 1833.
4. Követjelentés az 1841-1843-beli erdélyi hongyűlésről Kolozsvár szab. kir. városa törvényhatóságához Groisz Gusztás és M. S. követek részéről, ez utolsó által 1843-ban febr. 7. tartott közgyűlésben előadva Uo.
5. Elemi algebra az alsóbb osztályok számára. Uo. 1846.
6. Uti jegyzetek. Némethon. Holland. Belgium. Sweiz. Tyrol. Uo. 1847. (Előbb az Erdélyi Híradóban 1846).